# Neckartal und Wald Obrigheim
Das FFH-Gebiet Neckartal und Wald Obrigheim ist ein im Jahr 2004 durch das Regierungspräsidium Karlsruhe nach der Richtlinie 92/43/EWG (Fauna-Flora-Habitat-Richtlinie) angemeldetes Schutzgebiet (Schutzgebietskennung DE-6620-342) im Neckar-Odenwald-Kreis und im Rhein-Neckar-Kreis in Baden-Württemberg. Mit Verordnung des Regierungspräsidiums Karlsruhe zur Festlegung der Gebiete von gemeinschaftlicher Bedeutung vom 12. Oktober 2018 (in Kraft getreten am 11. Januar 2019) wurde das Schutzgebiet festgelegt. Das FFH-Gebiet ist Bestandteil des europäischen Schutzgebietsnetzes Natura 2000.

## Beschreibung
Das FFH-Gebiet umfasst ein großes Buchenwaldgebiet, Bachtäler mit Erlenauenwald, Wiesen und kleinflächiger Magerrasen, ehemalige Weinberge mit Kalkmagerrasen, Neckarwiesen mit auentypischem Mikrorelief, ein Neckarprallhang mit Schluchtwald.

## Schutzzweck
Folgende Lebensraumtypen nach Anhang I der FFH-Richtlinie kommen im Gebiet vor:
- Kalk-(Halb-)Trockenrasen und ihre Verbuschungsstadien (* orchideenreiche Bestände)
- Magere Flachland-Mähwiesen
- Kalkschutthalden der kollinen bis montanen Stufe
- Kalkfelsen mit Felsspaltenvegetation
- Schlucht- und Hangmischwälder
- Erlen-Eschen- und Weichholzauenwälder
- Silikatfelsen mit Felsspaltenvegetation
- Hainsimsen-Buchenwälder
- Waldmeister-Buchenwälder